# Christopher C. Kraft Jr.
Christopher Columbus Kraft Jr. (n. 28 februarie 1924, Phoebus⁠(d), Virginia, SUA – d. 22 iulie 2019, Houston, Texas, SUA) a fost un inginer aerospațial american și manager al NASA, care a avut un rol esențial pentru misiunile de control ale agenției. 

## Biografie profesională
După absolvirea Virginia Tech în 1944, Kraft a fost angajat de National Advisory Committee for Aeronautics (NACA), organizația predecesoare Administrației Naționale Aeronautice și Spațiale (NASA). A lucrat timp de peste un deceniu în cercetarea aeronautică înainte de a fi cooptat  în Space Task Group (în 1958), o mică echipă însărcinată cu trimiterea primului om în spațiu. Kraft a devenit primul director de zbor al NASA, fiind în funcție în timpul unor misiuni istorice, precum Mercury-Redstone 3, Mercury-Atlas 6 sau Gemini 4. 

## Legături externe
- Kraft, Chris. „Mission Control Operations”.
- National Aviation Hall of Fame reveals names of four to be inducted in Class of 2016 la National Aviation Hall of Fame